# Brösarp

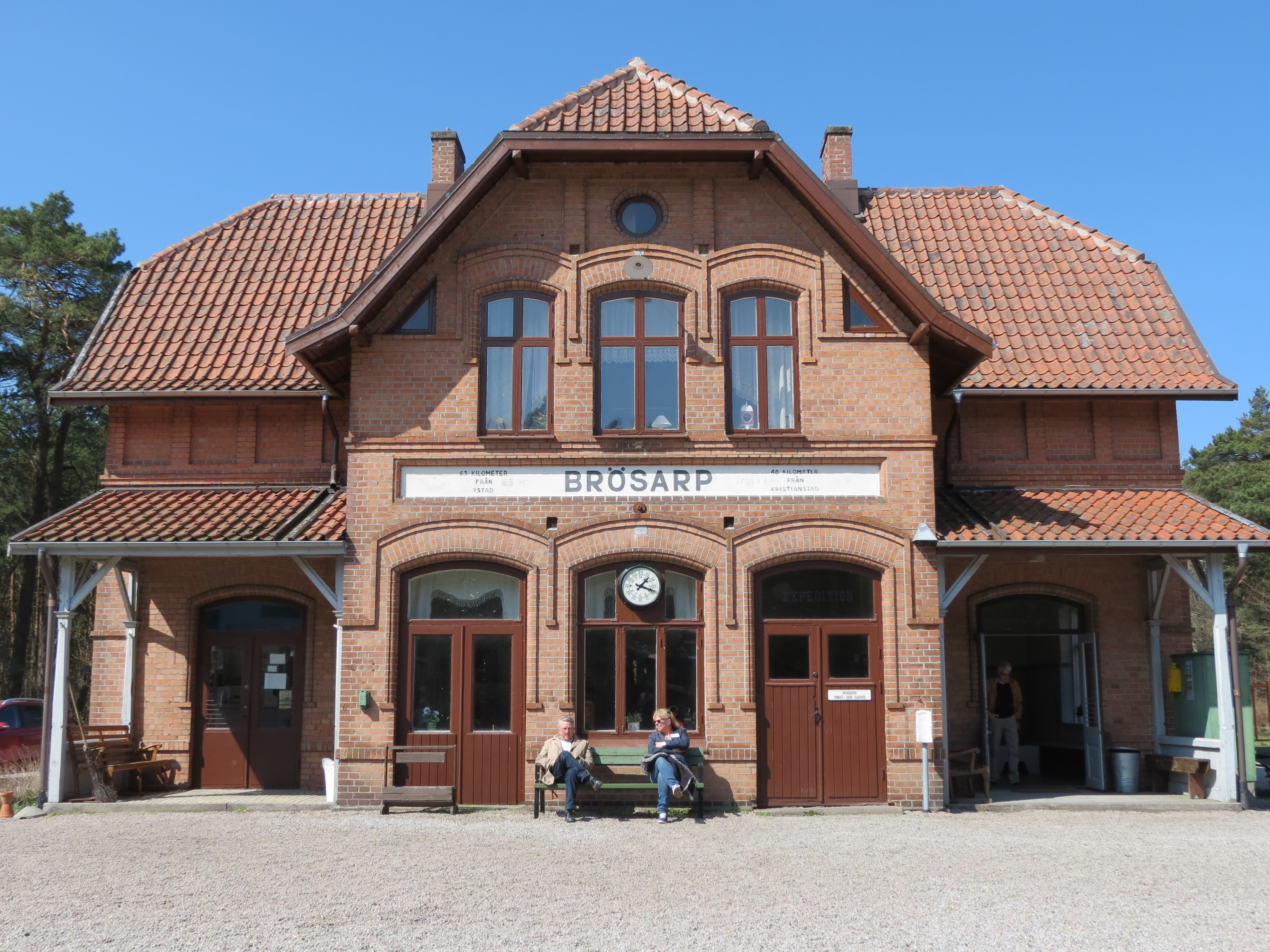
Brösarps station ligger i Simrishamns kommun cirka en kilometer norr om samhället.

Brösarp är en tätort i Tomelilla kommun i Skåne län.
Brösarp ligger på Österlen i ett karakteristiskt och kuperat landskap.

## Historia
Byn har sedan gammalt med skjutsställe och gästgiveri utmed landsvägen mellan Kristianstad och Ystad, varifrån seglats skedde för till kontinenten. 
Orten var till 1892 tingsplats för häradsrätten i Albo.

### Befolkningsutveckling
| Befolkningsutvecklingen i Brösarp 1960–2020 | Befolkningsutvecklingen i Brösarp 1960–2020 | Befolkningsutvecklingen i Brösarp 1960–2020 | Befolkningsutvecklingen i Brösarp 1960–2020 | Befolkningsutvecklingen i Brösarp 1960–2020 |
| ------------------------------------------- | ------------------------------------------- | ------------------------------------------- | ------------------------------------------- | ------------------------------------------- |
|                                             |                                             |                                             |                                             |                                             |
| År                                          |                                             |                                             | Folkmängd                                   | Areal (ha)                                  |
| 1960                                        | 1960                                        |                                             | 280                                         |                                             |
| 1965                                        | 1965                                        |                                             | 326                                         |                                             |
| 1970                                        | 1970                                        |                                             | 398                                         |                                             |
| 1975                                        | 1975                                        |                                             | 438                                         |                                             |
| 1980                                        | 1980                                        |                                             | 545                                         |                                             |
| 1990                                        | 1990                                        |                                             | 617                                         | 78                                          |
| 1995                                        | 1995                                        |                                             | 711                                         | 81                                          |
| 2000                                        | 2000                                        |                                             | 696                                         | 81                                          |
| 2005                                        | 2005                                        |                                             | 700                                         | 81                                          |
| 2010                                        | 2010                                        |                                             | 680                                         | 82                                          |
| 2015                                        | 2015                                        |                                             | 719                                         | 96                                          |
| 2020                                        | 2020                                        |                                             | 742                                         | 97                                          |
|                                             |                                             |                                             |                                             |                                             |

## Brösarps backar

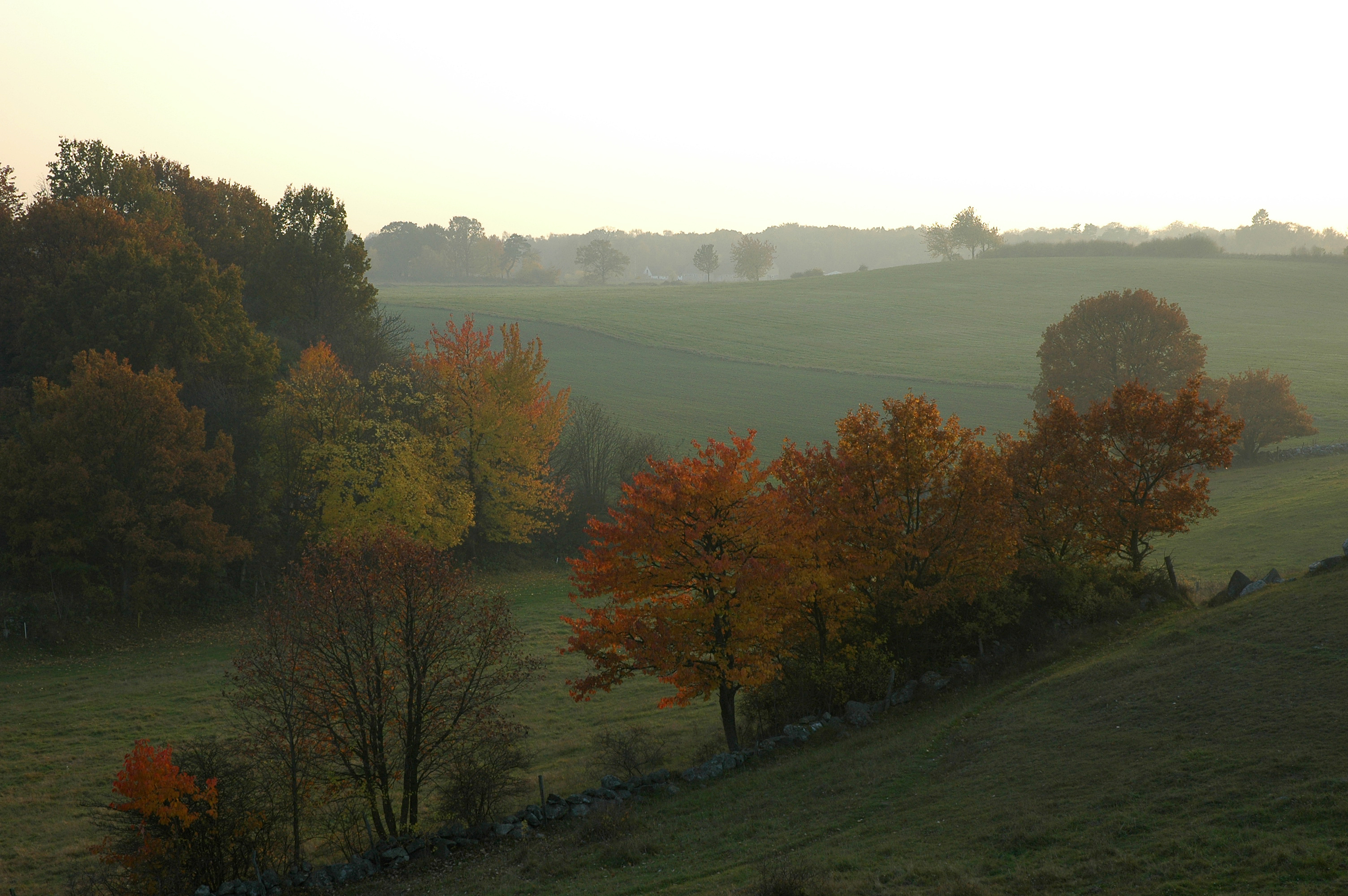
Brösarps backar i oktober.

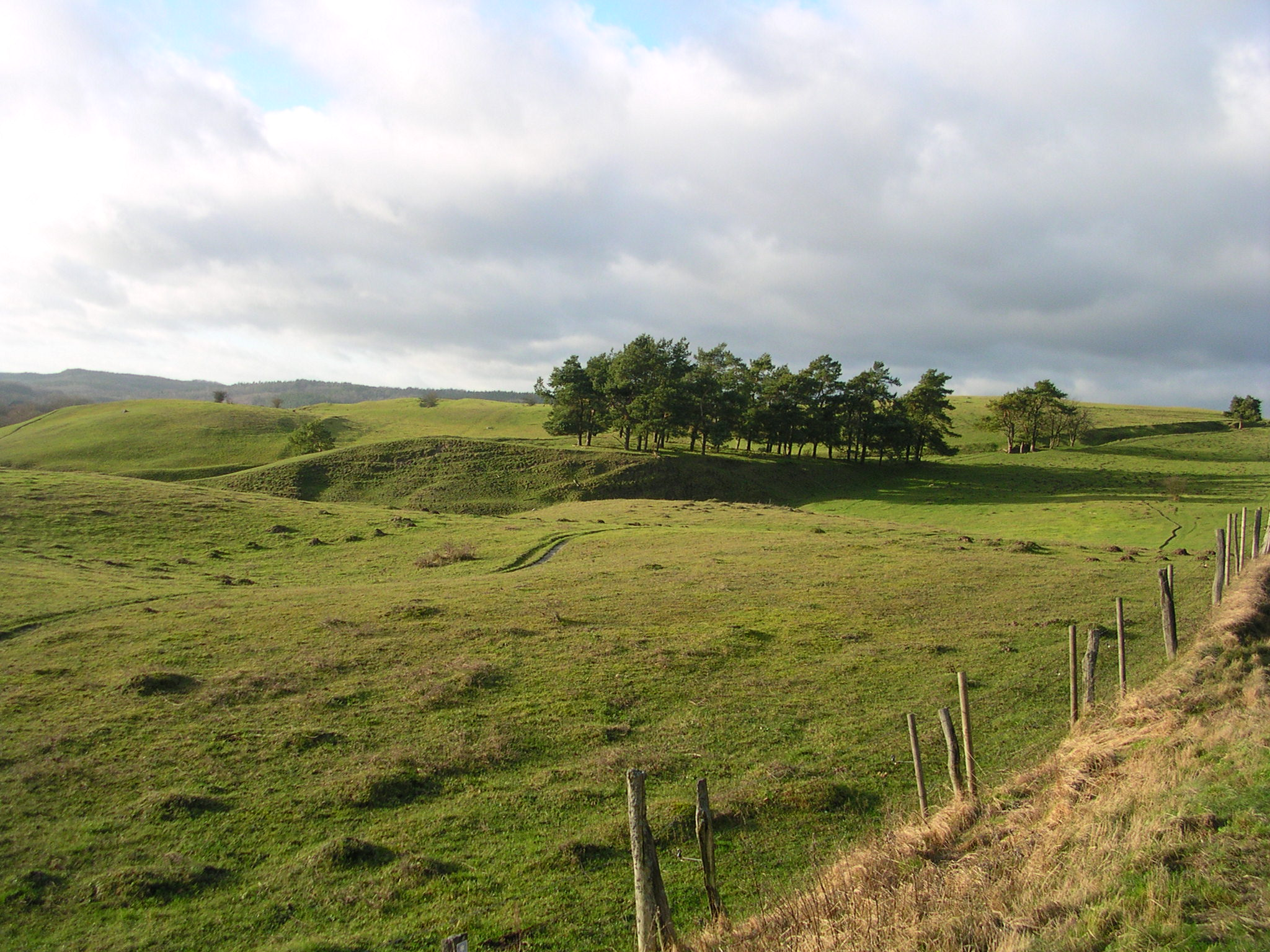
Vy över Brösarps backar.

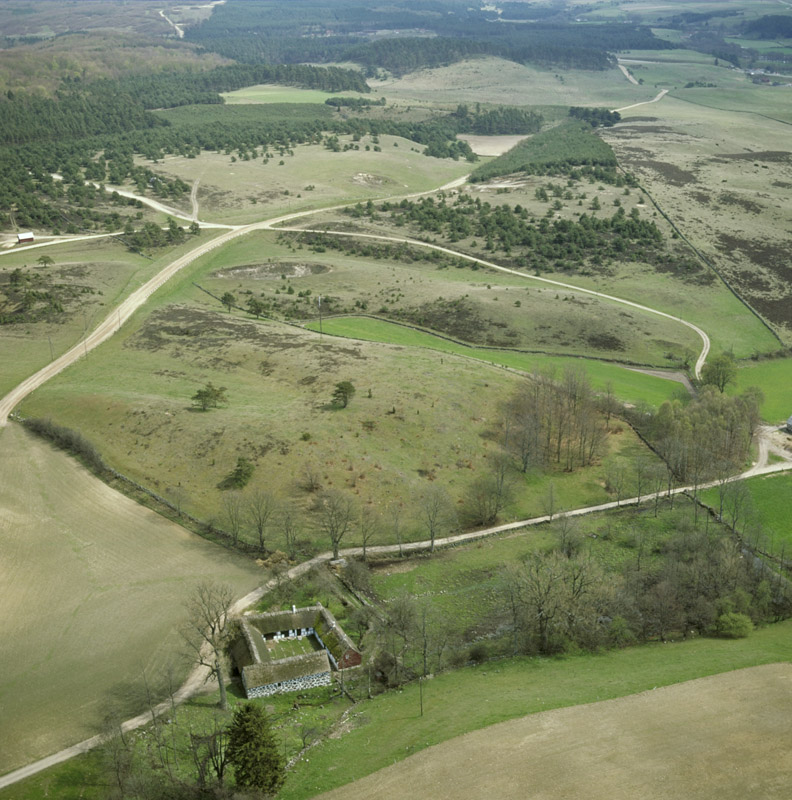
Flygbild över Brösarps backar med byggnadsminnet Glimmebodagården i förgrunden.

Brösarps backar är en del av ett backlandskap som omger orten och är bygdens mest kända attribut. Backarna är avlagringar från senaste istiden och är belägna i utkanten av Linderödsåsens högplatå som här krackelerar ut i Hanöbukten. De är kalkhaltiga och består främst av mo och sand. Området är känt för att vara naturskönt och för sin flora, och hålls öppet genom betning. I Brösarps norra backar har vegetationen gräsheds- och sandstäppskaraktär. Där växer bland annat sandnejlika, sandlilja och hedblomster. I Brösarps södra backar hittar man gullviva, backsippa och mandelblomma. De södra backarna är också de mest besökta då Trafikverket har en strategisk rastplats längs riksväg 9 som löper genom backarna. Brösarps norra backar är dock betydligt större än de södra backarna både vad gäller areal och höjdskillnader.
Brösarps backar är också en del av naturreservatet Verkeån delområde 1 som är 1424 ha stort. Både backarna och reservatet hyser ett flertal vandringsleder av vilka Skåneleden är den längsta.
Under 1930-talet lockades ”målarprinsen” Prins Eugen till Brösarp under flera somrar för att avbilda backarna ur olika perspektiv.

## Filminspelningar
Den vackra naturen runt Brösarp har bidragit till att flera reklamfilmer spelats in i omgivningen, som t.ex. den berömda Bregottreklamen inspelad i södra backarna och Nissan Primera-reklamen inspelad i de norra backarna. Även långfilmer har spelats in runt byn. Under inspelningen av Bröderna Lejonhjärta använde man sig av Källagårdens äppelodlingar i kanten av Brösarps södra backar att gestalta Körsbärsdalen.
På 1970-talet hade Källagården långdragna marktvister med Tomelilla kommun, som med utländsk hjälp ville köpa stora delar av marken kring gården för att anlägga motell, stugby, rodelbana, backhoppningsbacke, plastskidbacke med skidlift för slalom, golfbana, etc, i och runt Brösarps backar och by. Dessa vilda idéer inspirerade Hasse Alfredson och Tage Danielsson till idén om ”Deutschneyland” och filmen Äppelkriget som spelades in i trakten.

## Idrott
Här finns Brösarps Idrottsförening på Utsikten (med fotboll och styrketräning), Andrarums Idrottsförening i Brunnsvik (med orientering och annan friluftsverksamhet), Brösarps Alpina Skidklubb, Gymnastikföreningen Spänst, Österlens yxkastare, Brösarps Jaktskytteklubb, Andrarum-Brösarps Skytteförening, samt till viss del Österlens Schackvänner. Fotbollsmålvakten Johannes Hopf är uppväxt i Brösarp och har spelat i Brösarps IF.

## Sevärdheter
Brösarp har en välbesökt museijärnväg, Skånska järnvägar, som sommartid trafikerar sträckan Brösarp—Sankt Olof via Ravlunda och Vitaby.